# Медвежья свадьба
«Медве́жья сва́дьба» — мистическая драма по пьесе Анатолия Луначарского, созданной по мотивам новеллы Проспера Мериме «Локис». Премьера состоялась 25 января 1926 года. Один из самых успешных в прокате фильмов своего времени.

## Сюжет
Литва, начало XIX века. Граф Шемет, зачатый от медведя, любит панну Юльку, однако знает, что иногда превращается в медведя, и хочет оставить её, но Юлька, наивно веря, что всё можно исцелить любовью, соблазняет его. Играется свадьба. Местным жителям это очень не нравится, и они решают убить Шемета. В ночь, когда Шемет убивает Юльку, крестьяне поджигают замок. Шемет погибает.

## Съёмочная группа
- Сценарий: Георгий Гребнер, Анатолий Луначарский
- Режиссёры: Владимир Гардин (пролог), Константин Эггерт
- Операторы: Эдуард Тиссэ (пролог), Пётр Ермолов

## В фильме снимались
- Константин Эггерт — граф Казимир Шемет / Михаил Шемет
- Вера Малиновская — Юлька Ивинская
- Наталья Розенель — Мария Ивинская
- Юрий Завадский — Ольгерд Кейстут
- Владимир Владиславский — генерал
- Александра Карцева — Аделина Шемет, жена Казимира
- Александр Гейрот — пастор Виттенбах
- Борис Афонин — домашний врач Шемета
- Варвара Алёхина — Аделина
- Карл Гурняк — лакей
- Василий Бокарев — весёлый гость

## Места съёмок
Фильм возможно снимался в нескольких подмосковных усадьбах: начальные кадры развалин в урочище Матица — развалины недостроенного дворца в Царицыне; для замка Шеметов Мединтилтас натурой послужила подмосковная же (ныне в черте Москвы) усадьба Покровское-Стрешнево. По воспоминаниям Н. Луначарской-Розенель, имение Ивинских Довгеллы — это усадьба Соколово, а сцены в парке снимали в усадьбе Остафьево. Кроме того,  по свидетельству нижегородского историка Серафима Андреевича Орлова, фильм снимался в усадьбе Шереметевых в Юрино.
Первоначально пьеса была инсценирована в Малом театре. Режиссёром-постановщиком спектакля также был Константин Эггерт, что, возможно, и объясняет кажущиеся театральными приёмы в игре актёров и зрительном ряде, в которых режиссёра упрекала тогдашняя кинокритика, а Наталья Розенель-Луначарская играла там роль самой Юлии Ивинской.

## Критика
В 1926 году И. Ильф (под псевдонимом И. Фальберг) опубликовал рецензию на фильм в журнале «Кино», в которой сравнивал качественную, но эстетически устаревшую, по его мнению, постановку с фильмами киноателье Ермольева и «Золотой серией» Тимана.
Несмотря на спорную жанровую выдержанность, картина в 1927 году вышла в международный прокат в 25 странах мира.
Цензурный орган при Наркомпросе Главрепертком в 1929 году выпустил постановление об изъятии из проката ряда идеологически неприемлемых кинокартин, в том числе фильма «Медвежья свадьба».

## Упоминания
- Саркастический намёк на фильм содержится в фельетоне Ильи Ильфа и Евгения Петрова «Пятая проблема», посвящённом проблемам кинохроники:

Одно время казалось, что в результате всех этих усилий стране грозит опасность наводнения хроникой. Боялись даже, что кинохроника вытеснит все остальные жанры киноискусства.
Однако обнаружилось, что эти жанры благополучно существуют. Афиши бесперебойно объявляли о новых художественно-показательных боевиках с минаретами, медвежьими свадьбами, боярышнями и хромыми барами.
— Илья Ильф, Евгений Петров. «Пятая проблема»
- В негативном контексте фильм упоминается и в стихотворении Владимира Маяковского «Стабилизация быта»[6]:

 Перед плакатом «Медвежья свадьба»

 Нэпачка сияет в неге:

 — И мне с таким медведем поспать бы!

 Погрызи меня, душка Эггерт.